# Historias para no dormir (sèrie de televisió del 2021)
Historias para no dormir és una sèrie de televisió espanyola d'antologia de terror consistent en un reinici de la sèrie homònima creada per Chicho Ibáñez Serrador i emesa a TVE del 1966 al 1982. Es va estrenar a Amazon Prime Video el 5 de novembre de 2021 i s'emetrà a RTVE en el futur. Les quatre parts estan dirigides per Rodrigo Cortés, Rodrigo Sorogoyen, Paco Plaza i Paula Ortiz Álvarez. S'ha subtitulat al català.

## Repartiment
"El doble"
- Vicky Luengo com a Eva.[3]
- David Verdaguer com a Dani[4]
- María Romanillos[5]

"Freddy"
- Miki Esparbé com a André[4]
- Carlos Santos com a Chicho Ibáñez Serrador[4]
- Adriana Torrebejano com a Olga.[6]
- Enrique Villén[5]
- Ismael Martínez[5]
- Maru Valdivielso[5]

"El asfalto"
- Dani Rovira com a Baldo[4]
- Inma Cuesta com a Rut[4]

"La broma"
- Eduard Fernández[4]
- Nathalie Poza[4]
- Raúl Arévalo[4]
- Adolfo de los Reyes[5]

## Producció i estrena
Historias para no dormir està basada en la sèrie homònima creada i dirigida per Chicho Ibáñez Serrador, que es va emetre del 1962 al 1968 i el 1982. Produïda per VIS (una divisió de ViacomCBS Networks), Prointel i Isla Audiovisual per a Amazon Prime Video i RTVE, la sèrie consta de 4 episodis autònoms amb una durada d'uns 50 minuts.
"La broma" va ser dirigida i escrita per Rodrigo Cortés; "El doble" va ser dirigit per Rodrigo Sorogoyen i escrit per Sorogoyen amb Daniel Remón; "Freddy" va ser dirigit per Paco Plaza i escrit per Plaza al costat d'Alberto Marini; i "El asfalto" va ser dirigit per Paula Ortiz Álvarez i escrit per Manuel Jabois amb Rodrigo Cortés.
El 7 d'octubre de 2021, Amazon Prime Video va llançar un tràiler i va establir una data de llançament pel 5 de novembre de 2021.
Distribuït per ViacomCBS International Studios a Espanya, Portugal, Itàlia i Amèrica Llatina, ZDF Enterprises va adquirir els drets de distribució internacional en altres llocs.
Els quatre capítols es van presentar al LIV Festival Internacional de Cinema Fantàstic de Catalunya l'octubre de 2021.

## Episodis

### Temporada 1
| Núm. de la temporada | Títol      | Direcció            | Guió                             | Data d'emissió original |
| --- | ---------- | ------------------- | -------------------------------- | ----------------------- |
| 1 | «El doble» | Rodrigo Sorogoyen   | Rodrigo Sorogoyen i Daniel Remón | 5 de novembre de 2021   |
| Any 2045. El Dani viu un mal moment amb l'Eva. En un intent de salvar la relació pren la decisió d'adquirir un doble que cobreixi la seva absència quan el necessiti. Els esdeveniments els obligaran a replantejar l'essència de la seva identitat com a parella, i començaran a sospitar. Recelosa, l'Eva comença a seguir i a observar el Dani, que es comporta de manera estranya. |            |                     |                                  |                         |
| 2 | «Freddy»   | Paco Plaza          | Paco Plaza i Alberto Marini      | 5 de novembre de 2021   |
| L'André és un pèssim actor que està a punt de perdre la feina de ventríloc. Per consell de Chicho Ibáñez Serrador, comença a treballar amb un misteriós ninot que l'ajuda a desfer-se de les seves inseguretats. L'arribada del ninot coincideix amb macabres successos que porten el rodatge a un punt sense retorn.                                                                  |            |                     |                                  |                         |
| 3 | «L'asfalt» | Paula Ortiz Álvarez | Manuel Jabois i Rodrigo Cortés   | 5 de novembre de 2021   |
| El Baldo viu un malson quan, incomprensiblement, queda atrapat a l'asfalt. Els seus crits d'auxili rebran incredulitat i passivitat com a resposta. Entre la sorpresa i la desesperació, el Baldo s'enfonsa centímetre a centímetre sense que res ni ningú l'ajudi. |            |                     |                                  |                         |
| 4 | «La broma» | Rodrigo Cortés      | Rodrigo Cortés                   | 5 de novembre de 2021   |
| L'Alberto és un empresari d'èxit, bromista i fanfarró. La seva dona, l'Elena, l'enganya amb el Javier, el seu més empleat més servicial, i planegen assassinar-lo. Però l'Alberto ho ha previst i organitza la seva última broma. |            |                     |                                  |                         |

### Temporada 2
| Núm. de la temporada | Títol               | Direcció         | Guió                                                                      | Data d'emissió original |
| --- | ------------------- | ---------------- | ------------------------------------------------------------------------- | ----------------------- |
| 1 | «El trasplantament» | Salvador Calvo   | Salvador Calvo i Ignacio del Moral                                        | 27 d'octubre de 2022    |
| En un futur distòpic, l'obsessió per la joventut porta una parella de persones grans a prendre una determinació desesperada, amb conseqüències imprevistes.             |                     |                  |                                                                           |                         |
| 2 | «El televisor»      | Jaume Balagueró  | Jaume Balagueró i Alberto Marini (basat en una idea de Joaquín Amichatis) | 27 d'octubre de 2022    |
| Una família es muda a una nova casa, però l'obsessió per la seguretat que comença a créixer en el pare converteix la convivència en una cosa cada vegada més perillosa. |                     |                  |                                                                           |                         |
| 3 | «El malson»         | Alice Waddington | Rocío Martínez Llano i Alice Waddington                                   | 27 d'octubre de 2022    |
| A principis del segle XIX, la paranoia creada per la mort de tres dones en un poble desencadena l'odi cap a un misteriós foraster.                                      |                     |                  |                                                                           |                         |
| 4 | «L'alarma»          | Nacho Vigalondo  | Nacho Vigalondo                                                           | 27 d'octubre de 2022    |
| Una amenaça exterior obliga un grup de desconeguts a conviure amb la inquietant sensació d'estar permanentment manipulats.                                              |                     |                  |                                                                           |                         |

## Premis i nominacions
| Any  | Premi                                          | Categoria              | Nominat                | Resultat | Ref           |
| ---- | ---------------------------------------------- | ---------------------- | ---------------------- | -------- | ------------- |
| 2021 | XXVII Premis Cinematogràfics José María Forqué | Millor sèrie de ficció | Millor sèrie de ficció | Nominat  | [ 12 ] [ 13 ] |
| 2022 | IX Premis Feroz                                | Millor sèrie dramàtica | Millor sèrie dramàtica | Nominat  | [ 14 ]        |